# Vívás az 1956. évi nyári olimpiai játékokon
Az 1956. évi nyári olimpiai játékokon a vívásban hét versenyszámot rendeztek. Férfi vívásban egyéni és csapatversenyt tartottak mindhárom fegyvernemben, női vívásban csak tőr egyéni verseny szerepelt a programban.

## Éremtáblázat
(Magyarország eltérő háttérszínnel, az egyes számoszlopok legmagasabb értéke, vagy értékei vastagítással kiemelve.)
| Az 1956. évi nyári olimpiai játékok éremtáblázata vívásban | Az 1956. évi nyári olimpiai játékok éremtáblázata vívásban | Az 1956. évi nyári olimpiai játékok éremtáblázata vívásban | Az 1956. évi nyári olimpiai játékok éremtáblázata vívásban | Az 1956. évi nyári olimpiai játékok éremtáblázata vívásban | Olimpia  |
| ---------------------------------------------------------- | ---------------------------------------------------------- | ---------------------------------------------------------- | ---------------------------------------------------------- | ---------------------------------------------------------- | -------- |
|                                                            | Ország                                                     | Arany                                                      | Ezüst                                                      | Bronz                                                      | Összesen |
| 1.                                                         | Olaszország (ITA)                                          | 3                                                          | 2                                                          | 2                                                          | 7        |
| 2.                                                         | Magyarország (HUN)                                         | 2                                                          | 1                                                          | 1                                                          | 4        |
| 3.                                                         | Franciaország (FRA)                                        | 1                                                          | 1                                                          | 2                                                          | 4        |
| 4.                                                         | Nagy-Britannia (GBR)                                       | 1                                                          | 0                                                          | 0                                                          | 1        |
|                                                            |                                                            |                                                            |                                                            |                                                            |          |
| 5.                                                         | Lengyelország (POL)                                        | 0                                                          | 2                                                          | 0                                                          | 2        |
| 6.                                                         | Románia (ROU)                                              | 0                                                          | 1                                                          | 0                                                          | 1        |
|                                                            |                                                            |                                                            |                                                            |                                                            |          |
| 7.                                                         | Szovjetunió (URS)                                          | 0                                                          | 0                                                          | 2                                                          | 2        |
|                                                            |                                                            |                                                            |                                                            |                                                            |          |
| Összesen                                                   | Összesen                                                   | 7                                                          | 7                                                          | 7                                                          | 21       |

## Érmesek

### Férfi
| Az 1956. évi nyári olimpiai játékok férfi érmesei vívásban | | | |
| Versenyszám                                                | Arany | Ezüst | Bronz |
| tőr, egyéni                                                | Christian d’Oriola · Franciaország (FRA)                                                                                                 | Giancarlo Bergamini · Olaszország (ITA)                                                                                          | Antonio Spallino · Olaszország (ITA)                                                                               |
| kard, egyéni                                               | Kárpáti Rudolf · Magyarország (HUN) | Jerzy Pawłowski · Lengyelország (POL)                                                                                            | Lev Kuznyecov · Szovjetunió (URS)                                                                                  |
| párbajtőr, egyéni                                          | Carlo Pavesi · Olaszország (ITA) | Giuseppe Delfino · Olaszország (ITA)                                                                                             | Edoardo Mangiarotti · Olaszország (ITA)                                                                            |
| tőr, csapat                                                | Olaszország (ITA) · Giancarlo Bergamini · Luigi Carpaneda · Vittorio Lucarelli · Edoardo Mangiarotti · Manlio Di Rosa · Antonio Spallino | Franciaország (FRA) · Bernard Baudoux · René Coicaud · Roger Closset · Jacques Lataste · Claude Netter · Christian d’Oriola      | Magyarország (HUN) · Fülöp Mihály · Gyuricza József · Marosi József · Sákovics József · Somodi Lajos · Tilli Endre |
| kard, csapat                                               | Magyarország (HUN) · Gerevich Aladár · Hámori Jenő · Kárpáti Rudolf · Keresztes Attila · Kovács Pál · Magay Dániel                       | Lengyelország (POL) · Marian Kuszewski · Jerzy Pawłowski · Zygmunt Pawlas · Andrzej Piątkowski · Wojciech Zabłocki · Ryszard Zub | Szovjetunió (URS) · Leonyid Bogdanov · Lev Kuznyecov · Jakov Rilszkij · Jevhen Cserepovszkij · David Tisler        |
| párbajtőr, csapat                                          | Olaszország (ITA) · Giorgio Anglesio · Franco Bertinetti · Giuseppe Delfino · Edoardo Mangiarotti · Carlo Pavesi · Alberto Pellegrino    | Magyarország (HUN) · Balthazár Lajos · Berzsenyi Barnabás · Marosi József · Nagy Ambrus · Rerrich Béla · Sákovics József         | Franciaország (FRA) · Yves Dreyfus · Daniel Dagallier · Armand Mouyal · Claude Nigon · René Queyroux               |

### Női
| Az 1956. évi nyári olimpiai játékok női érmesei vívásban |                                      |                            |                                     |
| Versenyszám                                              | Arany                                | Ezüst                      | Bronz                               |
| tőr, egyéni                                              | Gillian Sheen · Nagy-Britannia (GBR) | Orbán Olga · Románia (ROU) | Renée Garilhe · Franciaország (FRA) |